# Kunstteori
 Denne artikel bør gennemlæses af en person med fagkendskab for at sikre den faglige korrekthed.

Kunstteori har ligheder og fællestræk med kunsthistorie, æstetik, kunstkritik, og for nylig til humaniora, men også med filosofi, psykologi, medieteori og perception forskning.
Historisk kunstteori kan findes, for eksempel i tekster og værker af blandt andet Immanuel Kant (Kritik der Urteilskraft), Hegel (Vorlesungen über Ästhetik)), Schiller (Über die ästhetische Erziehung des Menschen), Schelling (Philosophie der Kunst) eller Konrad Fiedler (Schriften zur Kunst).
Nogle kendte kunstteoretikere fra det 20. århundrede er: Theodor W. Adorno, Roland Barthes, Bazon Brock, Benjamin Buchloh, Peter Bürger, Arthur Danto, Guy Debord, Thierry de Duve (død 1944), Dagobert Frey, Michael Fried, Ernst Gombrich, Clement Greenberg, Rosalind Krauss, Donald Kuspit, Gert Mattenklott og Susan Sontag.
Mange kunstnere har skrevet teoretisk om deres kunst, heriblandt Paul Cézanne, Kazimir Malevitj, Vasilij Kandinskij, Paul Klee, Joseph Beuys, Marcel Duchamp, Andy Warhol, John Heartfield, Wolf Vostell, John Steinbeck, Jackson Pollock, Jean Cocteau.